# バナナのナナ
『バナナのナナ』は、鬼八頭かかしによる日本の漫画作品。マッグガーデン『月刊コミックブレイド』にて、2010年5月号から2011年7月号まで連載した。

## 登場人物

### 主要人物(ナナ一行)
王芭 ナナ（おうば ナナ） 通り名「バナナのナナ」
本作の主人公で、バナナ農家を営んでいた少女。バナナを武器化する「バナナアラモード」という能力を持つ。
かたくなに夢を追い続け、決して諦めずに挑戦し続ける彼女の姿勢は、旅の過程で敵味方問わず様々な者に強い影響を与えていった。
二年後には八重新一が本気にならざるを得ないほどの力を身に付けている。その最中、実は生きていた林檎の父・弘前が現れ、限界突破能力を発動させた一撃により月まで飛ばされる。その月こそが伝説の地・オーズであり、林檎と奇跡の再会を果たす。しかし「天罰」の件で苦心の果て、あえて無防備となった林檎はナナの攻撃を受け入れ死んでしまう。当然その結果に納得がいかない彼女は「神」に林檎の復活を願い、溢れる想いを伝え合った後、共に天罰に立ち向かった。月を宇宙の彼方へ飛ばす事で危機を回避したその後、新たな惑星へ降り立ち、王になる決意を表明していた。
能力「バナナアラモード」（ランクE）
元々はバナナの形状をちょっと操作できる程度の能力であったが、独自の解釈と訓練で能力の幅が広がり、形・大きさ・重さ・硬さをもコントロールし、武器化が可能となった。
代償：変形させたバナナの本数分皮ごとバナナを食う（一本のバナナで剣を作り、それを再変形させるとプラス1カウントされる）

蒼森 林檎（あおもり りんご） 通り名「白い衝撃」
脚力強化能力を持つナナの相棒。蒼森流蹴術の使い手の一人で蒼森弘前を父に持っている。手先は不器用だが、脚は裁縫も出来るほど器用である。
幼き頃、父の影響で冒険者を夢見た事で他の子供達からいじめを受けたり、大人からはグズ呼ばわりされたりし、成長してからも村の長である水上春子から迫害を受けていた。ツンデレであり嫉妬深い一面もあるため、大好きなナナが葡萄と仲良くしていると不愉快になり、ついナナをボコボコにしてしまう。また、知らない人に平気でついていってしまうなど精神的に未熟な面もある（ナナに指摘された時は否定していたが、変装し雑誌記者を名乗った「杭打ち」についていってしまった）。
旅の半ば、シメージにて限界突破能力を発動させた八重新一の攻撃を受け、空の彼方へと弾き飛ばされる。しかし、その攻撃によりオーズに飛ばされていた彼女は「神」にナナとのと再会を願い、二年後その願いが叶うも「天罰」を恐れた彼女はナナを殺しにかかる。だが、林檎は自分が殺される事での天罰の回避を狙っており、ナナの攻撃をその身に受け死んでしまう。それを良しとしないナナの願いで再び蘇った後は、お互いの想いを伝え合い、天罰に立ち向かう事を決意。限界突破能力で自分達の居る月を宇宙の彼方へ蹴り飛ばし、そのまま彼方へと旅立っていった。
能力「カモシカの脚（アンテ・ロープ）」（ランクD）
脚力を強化する。移動速度の上昇はもちろん、攻撃力も上昇する。
代償：一生ミニスカート生活（入浴中のみ例外）。

星 葡萄（ほし ぶどう） 通り名「忠剣の葡萄」（2年後の通り名）
行き倒れていた所を森城に救われた事をきっかけに、森城の部下として活動していた際にナナ達と出会う。森城からは「ウィーティス」と呼ばれていた。
ナナとは引けを取らない実力を持っているが、かつて仕えていた「ご主人様」を亡くした事で心に傷を負っていた事もあり、ナナの決して諦めないその姿勢と戦いぶりに押され、最終的には敗北を認め忠誠を誓うことを決意した。
二年後にはナナに付き従う凄腕のメイド剣士として名が知られており、エインヘリャル五番隊隊長のミフネを一瞬で切り伏せるほどの戦闘能力を身に付けている。
能力「家事場の馬鹿力」（ランクD）
家事に限定して常人の数倍の速度を発揮する能力。刀をモップに仕込む事で「掃除用具」として認識し、能力をムリヤリ戦闘に活かしている。ただし、能力はあくまでもスピードを高めるためにのみ使用しており、強さの基礎となるのは「メイド式剣術」である。
代償：明確な形での記載は無いが、牢に囚われているナナに食事を作った事を「代償の一環」と述べている。

### 冒険で出会う人物など
水上 春子（みずかみ はるこ）
ペリエの村の長を務める女性。その強大な能力によって村を力で支配している。
冒険者を非常に嫌っており、冒険を志すナナの家を水攻めしたり、ナナを追おうとした林檎に制裁を加えようとした。しかし、林檎を泣かせた事に怒ったナナによる一撃と、自分に素直になった林檎の一撃によって倒された。それにより一族から追放され、村人達からも侮蔑の言葉を吐かれペリエ村を追い出された。その際、ナナと林檎を「憎かったと同時に羨ましかった」と心情を吐露している。
その後、風呂車が壊れてしまい行き倒れを覚悟していたところ、森城の部下に発見され保護された。
能力「水の女神（サラスヴァティー）」（ランクA）
人間の営みに必要不可欠な水を操る能力。
代償：日に20時間水に浸かっていなければならない。

ガルーダ
巨大になることをひたすら突き詰め進化した鳥。「バナナの好きな小さい女の子」が好物らしい。
ナナと林檎の攻撃を受けても倒せなかったばかりか、林檎の攻撃に関しては「掟破りの…○○返し」と、技をコピーして反撃してきた。最終的には乱入してきた星葡萄の斬撃で首を落とされる。
森城（もりしろ）
低能力者で構成された組織「森城さんと愉快な仲間たち」のボス。低能力者を社会から追いやった高能力者への復讐を目標とし、人身売買などの非合法な手段で資金集めをしている。
嫌がる葡萄に「人狩り」をさせる理由を語った時などでは頭の良い一面を見せるものの、変な組織名を付けたり、想定外の出来事（林檎の暴走）に焦るなど、どこか抜けた一面も持っているが、能力と合わせ、攻撃に移る前の一瞬の気配を感じ相手の動きを先読みできるなど、戦闘能力は高い。ほか、「金剛丸」という金棒を相棒と呼び、愛用している。
ナナと林檎の2人を相手に優勢であったが、ナナに忠誠を誓った星葡萄により倒される。ナナの夢を追う気持ちに感化されたのか、戦争も人身売買も止め、仲間達と共に新たな形での再起を決意した。
能力「盗賊の手（レ・マン・ドゥ・ヴォルール）」
相手の攻撃の「衝撃」を盗り、自分のものとする。盗った衝撃はいつでも好きな時に開放できる。代償は不明。

ゴリさん
森城の部下の一人で名の通りゴリラのような顔をしている。「ゴリラの腕（シルバーバック）」という能力を持ち、パワーを活かした格闘戦をするが、暴走した林檎の蹴りによって山の向こうにまで飛ばされた。
火上 カリン（かがみ カリン） 通り名「爆炎の舞姫」
湖底洞窟で凍えていた一行を助けてくれた女性。実は火の国の王位継承権第三位の姫であり、常に戦の最前線に立ち戦っていたらしい。方向音痴で、三日も湖底洞窟で迷っている。
現在火の国では重罪人として賞金が懸かっており、シメージでは賞金稼ぎにその首を狙われたりもした。詳細なバックボーンは不明なまま物語は終了してしまった。
能力「火の女神（ウェスタ）」（ランクA）
炎を自在に操る能力。代償は不明。

通り名「死神の鎌（グリムリーパー）」 本名不明
水の国最強の将軍「水上豪流」と666人の精鋭部隊をたった一人で壊滅させたという冒険者。名のある猛者達を狙ってはぶちのめしているらしい。
本編7本目の末ページにて姿を見せ、女性である事と願いのために魂を集めている事が判明するが、その後の出番は無く終わってしまった。
亀羅 ヒカル（かめら ヒカル）
冒険者情報雑誌を発行している雑誌社の記者で、入社一年目。「バナナのナナ」や「白い衝撃」の通り名は彼女が考えたもの。ナナの一行がお気に入りらしく、様々な情報を与えてくれた。
雉（きじ）
ヒカルの先輩記者。何処か気だるげな男性。実は限界突破能力者であり、八重新一と互角に渡り合うほどの強さを持つ。八重新一とは「ヴァルハラの一件」以来因縁があるらしい。
伊笠 マサシ（いかさ マサシ）　通り名「イカサマ師」
新人にして反則級能力者という事で雉が注目している冒険者。タネは不明だが「いくらぶっ刺しても死なない」という能力の片鱗を見せていた。
伊丹 穿（いたみ うがつ）　通り名「杭打ち（ステイカー）」
冒険よりも人を殺すのが大好きという異常者。冒険者は殺しても罪にならないため、常に冒険者を狙っている。頭はカツラ。
ターゲットとして定めた林檎を追い詰めたが、能力が「ダメージを消す訳ではない」事に活路を見出した林檎の決死の一撃により許容限界を超えたダメージを受け気絶に追い込まれた。
能力「成長痛（グローイングペインズ）」
受けた痛みの分だけパワーやスピードを強化できる。痛みが大きければ大きいほど強くなる。代償は不明。

八重 新一（やえ しんいち）
エインヘリャル二番隊隊長。その実力はAランク能力者の火上カリンですらも歯が立たないほど。また、限界突破能力を発動した林檎の攻撃を受け止め、自身も限界突破能力を発動し、強烈なパンチで林檎を空の彼方へと吹っ飛ばした。
二年後、禁断の地テロメアにてナナに攻撃を仕掛け、激戦を繰り広げる。

### 二年後の登場人物
苺（いちご）
二年後の「バナナのナナ」の一団に加わっている、ツインテールの少女。エインヘリャルの人質として捕らえられ、ミフネに首を撥ねられるも死なない「不死」の反則級（チート）能力者。1000年の時を経てもそのままの姿で存命しており、エピローグにて「バナナのナナ」の物語を「もう1000年も前の話」として子供達に語って聞かせている。
檸檬（れもん）　通り名「人形師」
二年後の「バナナのナナ」の一団に加わっている、ぬいぐるみを抱いた少女。「グレートゴーレムEX」という漢のロマン溢れる巨大ロボを召喚できる。
蜜柑（みかん）
シメージの町でナナと林檎の別れを占った占い師の少女、二年後の「バナナのナナ」の一団に加わっている。
柘榴（ざくろ）
二年後の「バナナのナナ」の一団に加わっている、スーツ＆メガネを着用した女性。
ミフネ 通り名「義理斬り」
エインヘリャル五番隊隊長。ナナの一団を壊滅させるために人質として捕らえた苺の首を容赦なく撥ねるなど、敵には全く容赦がない。
蒼森 弘前（あおもり ひろさき）　通り名「闘神」
林檎の父であり、オーズに最も近い男と呼ばれ「闘神」の異名を持つ大冒険者。林檎が子供の頃、冒険に出かけたまま帰ってこなくなってしまった。
林檎が成長し、旅を続ける過程で遭遇した八重新一が「私が屠らせていただきました」と言っていたが、その二年後テロメアへ辿りついたナナと、それを追ってきた八重新一の前に姿を現す。八重新一曰く「確実に死体は確認したハズ」との事であるが、弘前が具体的な事情を語らなかったため詳細は不明である。
ナナに林檎がもうこの世にはいない事を告げ、「林檎のところへ送る」との言葉と共に限界突破能力を発動させ、空の彼方へと吹っ飛ばした。

## 作中用語

### 地名
ドッカノン
作中における地球で、本作の舞台となる惑星。1話冒頭では「世界で唯一の大陸」がそう呼称されていたが、終盤においては「星そのもの」をそう呼称していた。
かつては七つの大陸が存在したが、後述の件で惑星の半分が消し飛び、七つあった大陸も一つのみとなってしまった。
水の国「ビシャーン」
大陸の一番東に位置する国。水源であり名物でもある「雲の滝」や、ナナや林檎の住んでいた「ペリエの村」などがある。
メイドの国「メイメイ」
ナナ曰く、「メイメイに住む『メイド』さんはそれはもうすばらしい」との事。話題としては挙げられたが、国自体に立ち寄る事は無かった。
かつては東メイメイと西メイメイで戦乱が起きており、東メイメイが攻め込まれた際に星葡萄は「ご主人様」を亡くしている。
廃城マレーラ
「統一王カイゼル」の時代に築かれた城であり、現在は組織「森城さんと愉快な仲間たち」のアジトとなっている。
きのこの国「マッシューム」
不用意に進むとすぐにきのこが生えて生命力を吸い尽くされてしまう国。第二都市「シメージ」ではきのこよけの煙を出す事により、きのこが生えるのを防止している。
家も「石きのこ」と呼ばれるきのこでできており、他にも「鉄きのこ」や「ダイアモンドきのこ」も存在するらしい。
禁断の地「テロメア」
大陸の極西にある国で、数多くの名を馳せた冒険者達がオーズへの「鍵」を巡って鎬を削っている。本編「12本目」において、ナナ一行はこの地へ到達していた。
正義の国「ジャスティ」
冒険者そのものを大陸から排除してしまおうとしている国。
冒険者排除部隊「エインヘリャル」
正義の国「ジャスティ」が保有する部隊で、およそ1000人で組織された精鋭部隊。実働部隊は十番まであり、その「隊長格（コマンドクラス）」は一騎当千の猛者ぞろい。なかでも一番二番三番隊の隊長は人間を超越する強さを持つと言われ、大陸の中でも「最強の三人」とされている。

オーズ(月)
ナナ達が目指している未開の地。その正体が月であることが最終回で判明した。1000年前には2つ存在した。
林檎は八重新一の「限界突破能力」によるパンチで、ナナはその2年後に蒼森弘前の「限界突破能力」によるキックで弾き飛ばされた事により到達したため、本来の到達手段（正規ルート）に関しては不明である。
神
オーズから全てを見届ける意志で、絶望に打ちひしがれる者に救いの手を差し伸べる存在。願いを一つかなえてくれる。ただし能力と同じように、この願いにも「代償」がある。
その代償とは、願いを叶えた者が「最も大切に思う者の命を差し出す事」であり、それに逆らうと天罰として月がドッカノンへと落とされる。1000年前は月が二つあったが、その時にオーズを訪れた男が「代償」を実行できなかったため月がドッカノンへと落下してしまい、惑星の半分が消し飛び、七つあった大陸も一つのみとなる程の大打撃を受けた。

### 用語
冒険者
大陸のはみだし者として嫌われており、冒険者を志すだけで激しいいじめにあったり、村中から偏見を受ける事もある。
また、出国の際に冒険者と名乗ると関所を越えられなかったり、冒険者は殺しても罪にならないなど、国からも存在を否定されている。
能力
一部の人々が備え持つ超常的な力のこと。能力によりA～Eとランク付けされており、なかでも「水上」「火上」「風上」「土上」の四つの一族はAランクの中でも特別な力を持っている。
代償（リスク）
能力者が能力を使用する代償として行わなければいけない行為の事。能力により些細な事で良い場合もあれば、生活に影響する程の事をしなければならない場合もある。
限界突破能力者（リミットブレイカー）
数百万人に一人という割合で存在する、能力に科せられた一定の制限「リミッター」を完全に解除する事が出来る者。瞳に十字の文様が浮かぶのが特徴で、神にも等しき力を持つとされる。
覚醒者
限界突破能力者の中でも、その能力を自分自身の意志で自由自在に扱える者の事。
反則級（チート）能力者
限界突破能力者と並ぶ、「神に選ばれし人間」とまで言われる規格外の能力を有する者。
月刊「冒険スキ☆スキ」
冒険者情報雑誌。毎月30日発売。定価は580カネー。アングラではあるが、冒険者の動向はちょっとした娯楽になっているらしい。

## 単行本
1. 2010年11月11日発売 ISBN 978-4-86127-777-1
2. 2011年8月10日発売 ISBN 978-4-86127-876-1